# Iwan Rowny
Iwan Andriejewicz Rowny (ros. Иван Андреевич Ровный, ur. 30 września 1987 w Leningradzie) – rosyjski kolarz szosowy i torowy.

## Osiągnięcia

### Kolarstwo szosowe
Opracowano na podstawie:

2005
- 1. miejsce w mistrzostwach Europy juniorów (start wspólny)
- 1. miejsce w mistrzostwach świata juniorów (start wspólny)

2007
- 1. miejsce na 9. etapie Tour de l’Avenir

2009
- 3. miejsce w Grand Prix d’Isbergues

2013
- 2. miejsce w Giro di Toscana
- 3. miejsce w Giro della Regione Friuli Venezia Giulia
- 3. miejsce w Giro dell’Appennino

2018
- 1. miejsce w mistrzostwach Rosji (start wspólny)

2021
- 3. miejsce w mistrzostwach Rosji (start wspólny)

### Kolarstwo torowe
Opracowano na podstawie:
2005
- 3. miejsce w mistrzostwach Europy juniorów (wyścig indywidualny na dochodzenie)
- 3. miejsce w mistrzostwach świata juniorów (wyścig indywidualny na dochodzenie)

2006
- 1. miejsce w mistrzostwach Europy U23 (wyścig punktowy)

## Rankingi

### Kolarstwo szosowe
| Rok              | 2012 | 2013 | 2014 | 2015 | 2016  | 2017 | 2018 | 2019 | 2020  | 2021 |
| ---------------- | ---- | ---- | ---- | ---- | ----- | ---- | ---- | ---- | ----- | ---- |
| UCI World Tour   |      |      | -    | -    | 167.  | -    | -    |      |       |      |
| World Ranking    |      |      |      |      | 817.  | 820. | 376. | 955. | 1155. | 813. |
| UCI Europe Tour  | 690. | 20.  |      |      | 1210. | 564. | 249. | 689. | 893.  | 627. |
| UCI America Tour | 126. | -    |      |      | -     | -    | -    |      |       |      |
|                  |      |      |      |      |       |      |      |      |       |      |
| Źródło: UCI      |      |      |      |      |       |      |      |      |       |      |